# Krzysztof Kieślowski
Krzysztof Kieślowski (pronunciado localmente [ˈkʂɨʂtɔf kʲɛɕˈlɔfskʲi] (escutarⓘ); Varsóvia, 27 de junho de 1941 — Varsóvia, 13 de março de 1996) foi um cineasta polonês. Estudou cinema na Escola de Teatro e Cinema de Lodz.
Os seus longas-metragens fazem parte do movimento do cinema de preocupação moral, um movimento realista do cinema polaco que trata de questões sociais e aborda temas morais complexos. Se os seus primeiros filmes se caracterizam por uma forma ascética, ainda próxima do género documental, os seus trabalhos posteriores beneficiam de um tratamento visual sofisticado.
Kieślowski alcançou amplo reconhecimento internacional com o lançamento de O Decálogo em 1988. Recebeu prêmios de prestígio, incluindo um Leão de Ouro no Festival de Cinema de Veneza, um Urso de Prata de melhor diretor na Berlinale e um prêmio do júri no Festival de Cannes e vários prêmios. Os filmes de sua trilogia Três Cores também lhe renderam duas indicações ao Oscar de 1995 nas categorias de melhor diretor e melhor roteiro original.

## Biografia
A carreira de Kieślowski  divide entre a fase polonesa e a francesa. Depois de concluir a faculdade, o jovem diretor começa a realizar documentários que abordavam principalmente a vida dos trabalhadores e dos soldados, e a influência da linguagem de documentário aparece claramente nos seus primeiros filmes de ficção - A Cicatriz, Blind Chance e Amador.
Posteriormente,  realizou, para a televisão polonesa, uma série de filmes, intitulada Decálogo), inspirada nos Dez Mandamentos - sendo um filme para cada mandamento e todos os dez abordando conflitos morais. Dois desses filmes foram posteriormente transformados em longas metragens: Não Matarás e Não Amarás. Nessa fase, o diretor passa a usar uma quantidade mínima de diálogos, concentrando-se no poder da imagem e das cores. As palavras são substituídas por uma poesia imagética.
Os quatro últimos filmes de Kieślowski tiveram produção francesa: A dupla vida de Veronique (estrelando Irène Jacob) e a Trilogia das Cores (A liberdade é azul, A Igualdade é Branca e A Fraternidade é Vermelha), que foi o maior sucesso comercial ao diretor. A Trilogia é uma referância às cores da bandeira da França e ao lema da Revolução Francesa. O toque de Kieslowski está na sua representação das palavras liberdade, igualdade e fraternidade e na forma que as cores dão o ambiente psicológico da narrativa. Outro ponto a destacar é o cruzamento de elementos comuns às três histórias.
Depois do último filme da Trilogia, o diretor anunciou a sua aposentadoria, dizendo-se cansado de fazer cinema. Porém, começa a escrever o roteiro de uma outra trilogia - Paraíso, Purgatório e Inferno -, inspirada na Divina Comédia de Dante Alighieri. Mas Kieślowski morre, em 1996, sem realizar nenhum desses três filmes. Em 2002, Tom Twyker filma o roteiro de Paraíso, idealizado pelo diretor polonês.

### Morte
Pouco menos de dois anos depois de anunciar sua aposentadoria, Krzysztof Kieślowski morre, a 13 de março 1996, aos 54 anos, durante uma cirurgia de coração, que se seguira após um ataque cardíaco. Foi sepultado no Cemitério de Powązki, em Varsóvia. Seu túmulo está localizado dentro do Prestígio 23 e tem uma escultura do polegar e do indicador das duas mãos do artista, aludindo ao gesto clássico de enquadramento de uma imagem. A pequena escultura de mármore preto está sobre um pedestal de pouco mais de um metro de altura. A laje com o nome e as datas de nascimento e morte de Kieślowski encontra-se abaixo. Ele deixou esposa, Maria, e filha, Marta.

## Longa-metragens
- Urzad - 1966
- Tramwaj - 1966 - Curta Metragem
- Koncert zyczen - 1967
- Z miasta Lodzi - 1968
- Zdjecie - (TV) 1968
- Bylem zolnierzem - 1970
- Robotnicy 1971 - Nic o nas bez nas -) 1971
- Przed rajdem - 1971
- Fabryka - 1971
- Refren - 1972
- Podstawy BHP w kopalni miedzi - 1972
- Miedzy Wroclawiem a Zielona Gora - 1972
- Murarz - 1973
- Przeswietlenie - 1974
- Pierwsza milosc - (TV) 1974
- Przejscie podziemme - (TV) 1974
- Zyciorys - 1975
- Szpital - 1976
- Klaps - 1976
- Le Personnel (1975) (Personel)
- A Cicatriz (1976) (Blizna)
- Nie wiem - 1977
- Siedem kobiet w róznym wieku - 1978
- Z punktu widzenia nocnego portiera - 1978
- Amator (1979)
- Spokój - (TV) 1980
- Dworzec - 1980
- Gadajace glowy - 1980
- Krótki dzien pracy - (TV) 1981
- Bez końca - 1985
- Przypadek (O Acaso) - 1987
- Dekalog - ("O decálogo") - 1988: série de dez filmes, de duração com aproximadamente 60 minutos.
- Siedem dni w tygodniu - 1988
- Não Amarás (1988) (Krótki film o milosci): oriundo da série Decálogo, 6º mandamento, expandido para longa metragem.[5]
- Não Matarás (1988) (Krótki film o zabijaniu): filme também expandido para longa metragem.
- Dekalog - (TV) 1989
- Dekalog, dziesiec - 1989
- La double vie de Véronique - 1990
- City life - 1990
- Trilogia das Cores
  - Trois couleurs: Bleu - 1993
  - Trois couleurs: Blanc - 1994
  - Trois couleurs: Rouge - 1994

## Prémios e nomeações
- Recebeu uma nomeação ao Óscar de Melhor Realizador, por "A Fraternidade é Vermelha" (1994).
- Recebeu uma nomeação ao Óscar de Melhor Argumento Original, por "A Fraternidade é Vermelha" (1994).
- Recebeu uma nomeação ao BAFTA de Melhor Realizador, por "A Fraternidade é Vermelha" (1994).
- Recebeu uma nomeação ao BAFTA de Melhor Filme Estrangeiro, por "A Fraternidade é Vermelha" (1994).
- Recebeu uma nomeação ao BAFTA de Melhor Argumento Original, por "A Fraternidade é Vermelha" (1994).
- Recebeu duas nomeações ao César de Melhor Filme, por "A Liberdade é Azul" (1993) e "A Fraternidade é Vermelha" (1994).
- Recebeu duas nomeações ao César de Melhor Realizador, por "A Liberdade é Azul" (1993) e "A Fraternidade é Vermelha" (1994).
- Recebeu duas nomeações ao César de Melhor Argumento Original, por "A Liberdade é Azul" (1993) e "A Fraternidade é Vermelha" (1994).
- Recebeu duas nomeações ao Independent Spirit Awards de Melhor Filme Estrangeiro, por "A Dupla Vida de Veronique" (1991) e "A Fraternidade é Vermelha" (1994). Venceu por "A Fraternidade é Vermelha".
- Recebeu uma nomeação ao European Film Awards de Melhor Argumento, por "Paraíso" (2002).
- Ganhou o Prémio do Júri no Festival de Cannes, por "Não Matarás" (1988).
- Ganhou o Prémio Ecuménico do Júri no Festival de Cannes, por "A Dupla Vida de Veronique" (1991).
- Ganhou duas vezes o Prémio FIPRESCI no Festival de Cannes, por "Não Matarás" (1988) e "A Dupla Vida de Veronique" (1991).
- Ganhou o Urso de Prata de Melhor Realizador no Festival de Berlim, por "A Igualdade é Branca" (1994).
- Ganhou o Leão de Ouro no Festival de Veneza, por "A Liberdade é Azul" (1993).
- Ganhou o Prémio FIPRESCI no Festival de Veneza, por "Decálogo" (1989).
- Ganhou o Prémio Especial do Júri no Festival de San Sebastian, por "Não Amarás" (1988).
- Ganhou duas vezes o Prémio OCIC no Festival de San Sebastian, por "Não Amarás" (1988) e "Decálogo" (1989).
- Ganhou o Prémio Bodil de Melhor Filme Não-Americano, por "A Fraternidade é Vermelha" (1994).
- Ganhou duas vezes o Prémio Bodil de Melhor Filme Europeu, por "Não Matarás" (1988) e "Decálogo" (1989).
- Ganhou o Prémio da Crítica na Mostra de Cinema de São Paulo, por "Decálogo" (1989).
- Ganhou o Prémio do Público na Mostra de Cinema de São Paulo, por "Não Amarás" (1988).